# Dune II: Battle for Arrakis
Dune II: Battle for Arrakis (również jako Dune II: The Building of a Dynasty) – strategiczna gra czasu rzeczywistego wydana w 1992 roku, będąca sequelem gry strategiczno-przygodowej Dune. Jedna z pierwszych gier typu RTS. Gra osadzona jest w fikcyjnym świecie stworzonym przez Franka Herberta w cyklu powieści, otwieranym przez Diunę.

## Fabuła
Osią gry jest pustynna planeta Diuna. Jest ona celem trzech rodów: Atrydów, Harkonnenów i Ordosów. Walczą one o panowanie nad Diuną, gdyż jest ona jedynym źródłem najcenniejszego surowca we wszechświecie – "przyprawy" czy "melanżu". Władca wszechświata, Imperator Padyszach IV, oferuje oddanie jej temu rodowi, który będzie dostarczał najwięcej "przyprawy". W rezultacie wybucha wojna pomiędzy zwaśnionymi już wcześniej rodami, zwłaszcza Atrydów i Harkonnenów, tocząca się wyłącznie na tej planecie.

## Rozgrywka
Gra zaczyna się od wyboru rodu, którym kieruje gracz. Wtedy rozpoczyna się kampania składająca się z dziewięciu misji. Każda z nich ma typowy dla większości gier strategicznych przebieg. Zadaniem gracza jest rozbudowa własnej bazy, wybudowanie odpowiedniej liczby jednostek i przeprowadzenie ataku na przeciwnika bądź przeciwników. Gracz musi bronić swoją bazę przed zniszczeniem ze strony wroga. W ósmej misji gracz ma do pokonania dwóch przeciwników (dwa pozostałe rody), a w ostatniej trzech (razem z wojskami Imperatora – Sardaukarami). Taki przebieg kampanii występuje niezależnie od początkowo wybranego rodu.
Poszczególne rody różnią się nieznacznie pomiędzy sobą w grze. Trzon jednostek i budynków jest identyczny dla wszystkich, ale występują unikatowe: dla Atrydów (kolor niebieski): Sonic Tank i Ornithopter; dla Harkonnenów (kolor czerwony): Devastator, Heavy Troopers; dla Ordosów (kolor zielony): Raider Trike, Deviator, Ornithopter i Heavy Troopers.
Dodatkowo każdy z rodów ma możliwość wybudowania w dwóch ostatnich misjach budynku Palace, który produkuje bezpłatnie, pojawiające się w określonych odstępach czasu jednostki: dla Atrydów: Fremen (odpowiednik Heavy Troopers, będący poza kontrolą gracza); dla Harkonnenów: Death Hand (rakieta naprowadzana nieskończonego zasięgu); dla Ordosów: Saboteur (wykonuje sabotaże pojedynczych budynków lub jednostek).
W grze występują także jednostki Imperatora – Sardaukarzy. Pojawiają się one epizodycznie w poszczególnych misjach – Sardaukar Troopers oraz w ostatniej misji, gdzie w rozbudowanej bazie stanowią dodatkową, wrogą w stosunku do gracza stronę konfliktu. Ich budynek Palace produkuje jednostkę Death Hand.
Walutą umożliwiającą konstrukcję nowych jednostek i budynków są kredyty, które uzyskuje się ze zbiorów i sprzedaży melanżu, przechowywanego w silosach.

### Sztuczna inteligencja
Dune II zawiera jedne z pierwszych algorytmów sztucznej inteligencji, czyli mechanizmów kierujących wrogimi dla gracza siłami. Zawiera ona błędy, poprawiane w następnych grach w mniejszym lub większym stopniu:
- atak punktowy w linii prostej między swoją bazą a bazą gracza
- atak małą liczbą jednostek w krótkich odstępach czasu, jak tylko zostaną wybudowane (brak skomasowanych ataków)
- brak rozbudowy bazy czy tworzenia nowych baz
- brak pełnej odbudowy bazy po zniszczeniu istotnych budynków
- podczas obrony bazy jednostki nie zważają na to, czy atakują własne budynki, będące na linii ognia

## Wpływ na rozwój gier RTS
Dune II miała istotny wpływ na charakter i interfejs później powstałych komputerowych gier strategicznych, często nawet nazywana ich prekursorem. Jest jedną z pierwszych gier tego typu i wiele jej cech pozostało w najnowszych produkcjach, takich jak:
- kontrola nad jednostkami i budynkami przy użyciu myszki
- zbieranie surowców, umożliwiających rozbudowę
- drzewo technologiczne (hierarchiczna rozbudowa bazy)
- mapa terenu zawierająca tylko odwiedzone regiony (później zmodyfikowane przy użyciu mgły wojennej)
- różne rody/frakcje posiadające unikatowe jednostki
- strategia gry oparta na zajmowaniu terenów wybieranych z mapy całej krainy/planety

Szczególny wpływ gra wywarła na serię gier Westwood Studios z cyklu Command & Conquer.